# Brucoli
Brucoli o Bruca (Ruca in siciliano) è un borgo marinaro, frazione del comune di Augusta, nel libero consorzio comunale di Siracusa.

## Storia

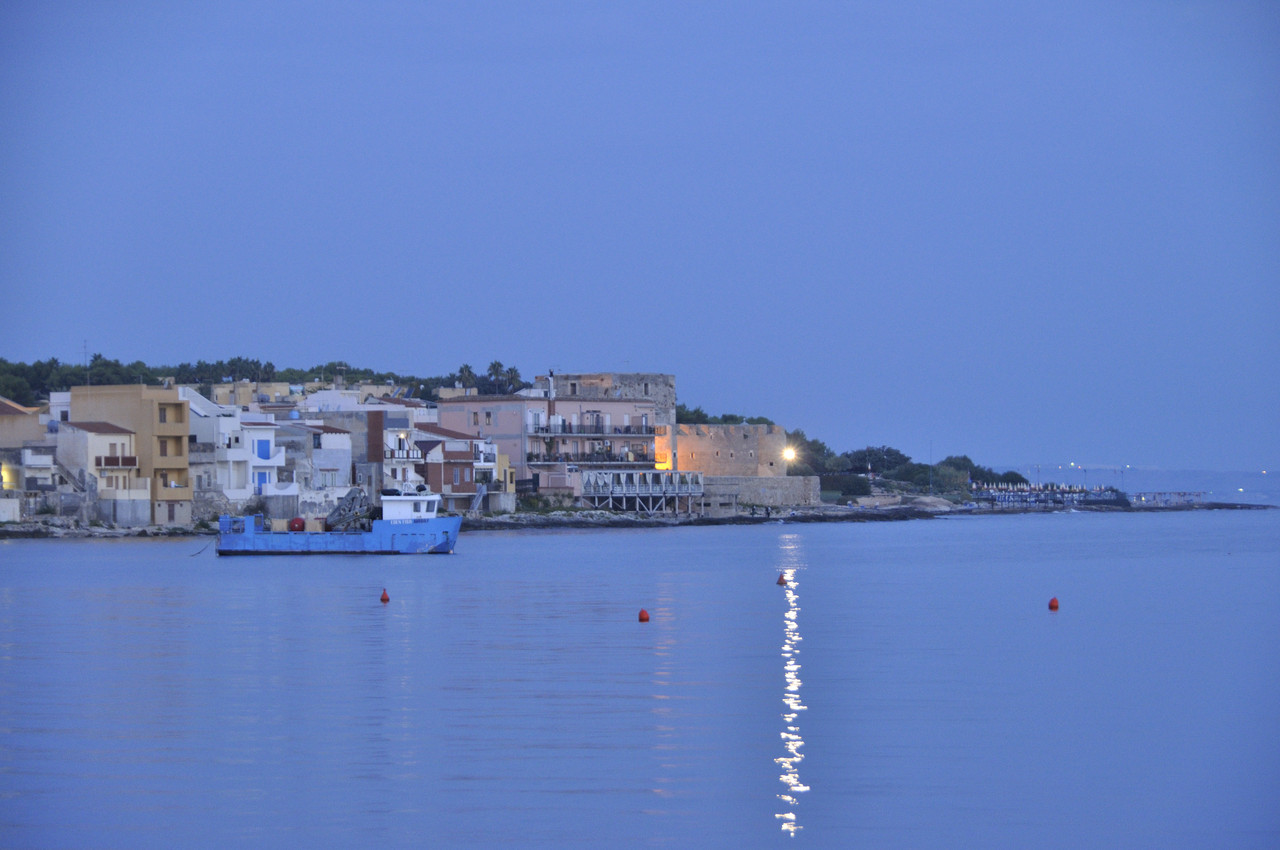
Panorama

L'abitato di Brucoli sorge a circa 5 km da Augusta, accanto ad un canale naturale che lo affianca per gran parte della sua lunghezza, ed è nato come villaggio di pescatori. Sulle pareti, lungo il corso del canale, sono visibili numerose grotte, tipiche abitazioni dell'età neolitica. A ovest del canale, un vero e proprio fiordo formato dall'estuario del torrente Porcària, si apre una vasta area, la "Gisira", un grande tavoliere calcareo digradante verso il mare, dove all'estremo nord si trovano le tracce di un villaggio neolitico.

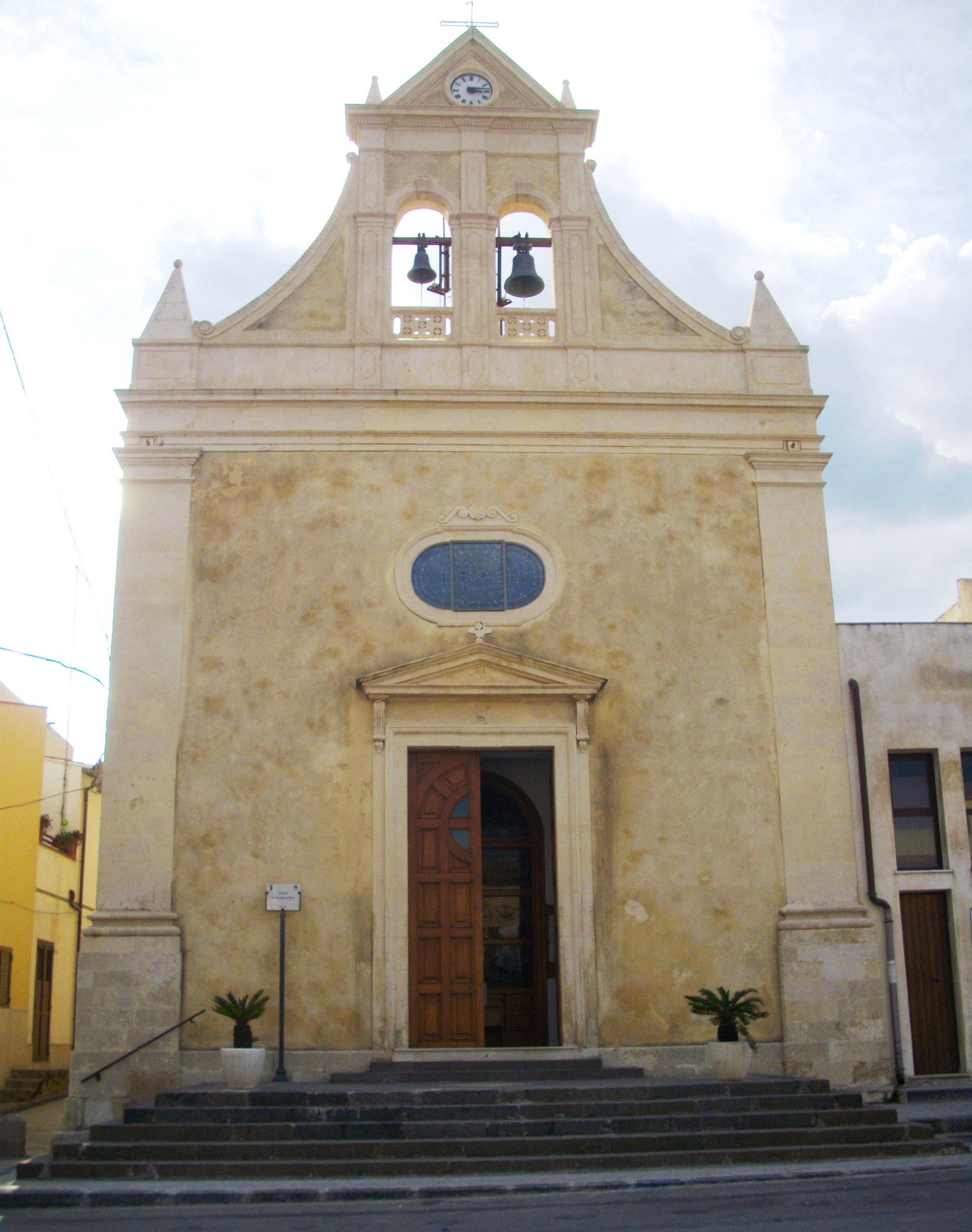
La Chiesa di San Nicola di Bari a Brucoli (XIX secolo)

Nel bel mezzo di questo panorama è il borgo con le case biancheggianti assembrate sul mare, il cielo di cobalto, il porto-canale ed il castello patinato di vetustà che il sole dei meriggi d'estate, con prodigiosa magìa d'alchimista, trasforma in un fantastico maniero d'oro antico.
Secondo quanto racconta Tucidide nella sua Guerra del Peloponneso (VI,4), qui giunsero i primi greci da Megara con a capo l'ecista Lamis, che sulla sponda del fiume Παντακύᾱς (Pantakýās) fondò un borgo, a cui diede il nome di Τρώτιλον (Trótilon). Da questo primo approdo, si diressero a Lentini e, da lì scacciati dai Calcidesi, fondarono prima Thapsos e poi Megara Hyblaea.
Λάμις ἐκ Μεγάρων ἀποικίαν ἄγων ἐς Σικελίαν ἀφίκετο, καὶ ὑπὲρ Παντακύου τε ποταμοῦ Τρώτιλόν τι ὄνομα χωρίον οἰκίσας. (Lamide, guidando un'emigrazione da Megara, giunse in Sicilia, e colonizzò sopra il fiume Pantakýās una località dal nome di Trótilon.
Sul pianoro della Gisira in un'oasi di verde, sorge il Santuario della Madonna dell'Adonai, con l'annesso eremo, costruito su una grotta naturale, già di uso greco, sulla cui parete di fondo si può ammirare una figura di Madonna con Bambino Gesù che, secondo la tradizione, sarebbe stata dipinta nel IV secolo dal vescovo di Lipari Agatone, qui rifugiatosi per sfuggire alle persecuzioni.
Il torrente Porcària, l'antico Pantakyas, prima di giungere alla contrada "Baia Arcile", in un'ansa dalle pareti alte presenta cavità di tombe dell'età del bronzo, lungo tutto il costone chiamato Vallone Maccaudo. Nei secoli passati pare che il fiume fosse navigabile per una lunga tratta nell'entroterra, e veniva usato per il trasporto delle merci dalla costa verso l'interno.

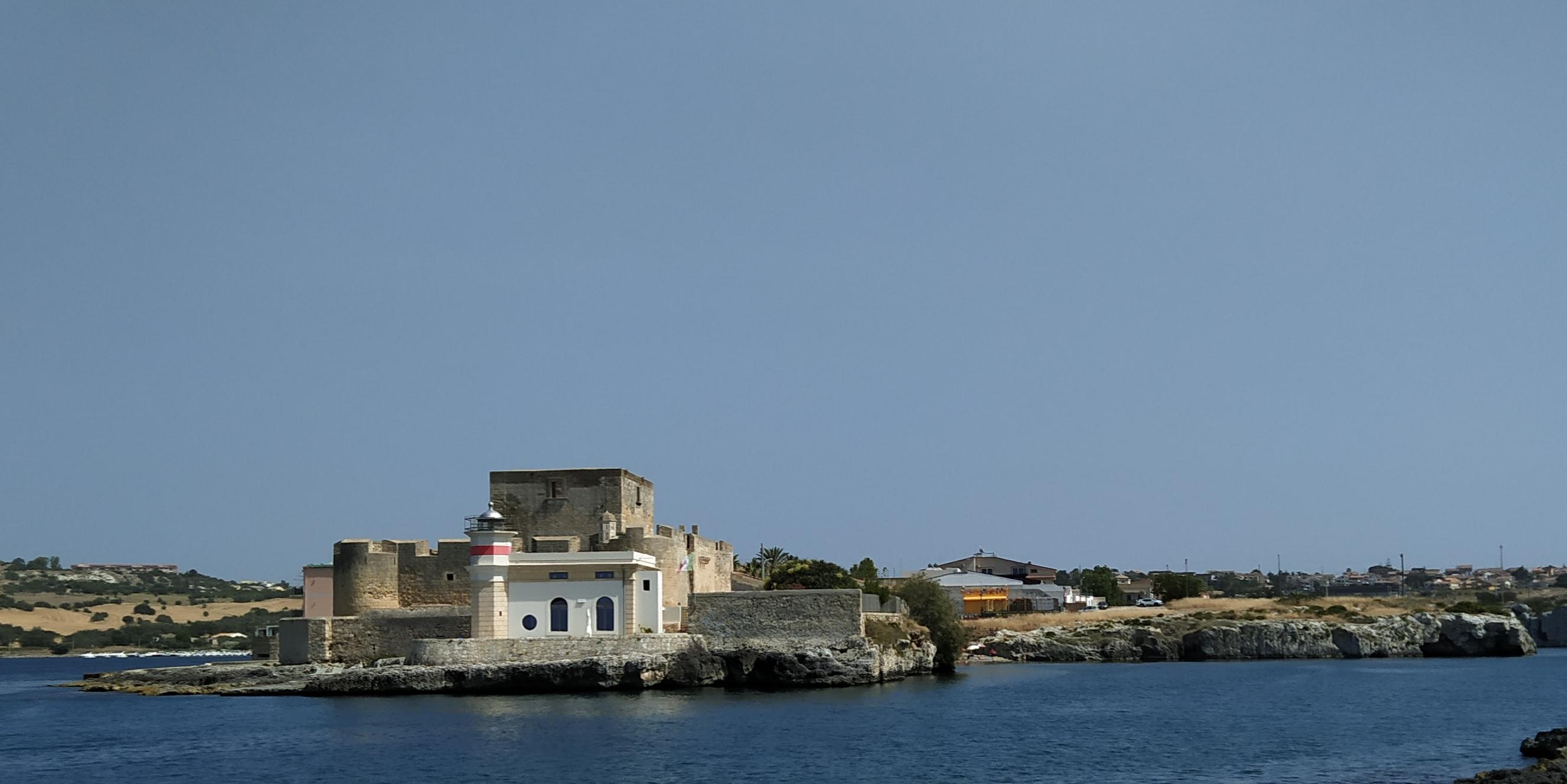
Il castello aragonese e il faro, all'imbocco del porto-canale

Brucoli con il suo porto-canale fu aggregata nel Quattrocento alla Camera delle regine Aragonesi. Il governatore Giovanni Cabastida, per ordine della Regina Giovanna, nel 1467 fece costruire il castello a guardia dell'emporio e dei magazzini dove si caricavano le merci da esportare. Il Caricatore di Brucoli (così venivano chiamati i porti da cui partivano e a cui giungevano le merci) in età aragonese era molto importante per la sua attività e fu accorpato al regio demanio. In un'ala del castello di Brucoli fu adibita una piccola chiesa, la prima del paese, e sopra il torrione sud-occidentale furono edificati due pilastri a mo' di campanile. Sempre all'interno del castello vi era una stanza utilizzata come luogo di sepoltura.
L'ottocentesca chiesa parrocchiale ad unica navata, edificata a più riprese, è dedicata a San Nicola di Bari, protettore dei naviganti e patrono del paese. Secondo una tradizione locale, i marinai di una nave invocarono in mezzo alla tempesta il Santo e trovarono rifugio nel canale di Brucoli. In segno di riconoscenza portarono nella chiesa in costruzione il quadro raffigurante San Nicola in trono, oggi divenuto pala dell'altare maggiore. L'edificio sacro ha subito gravi danni a causa del terremoto del 13 dicembre 1990. Messo in sicurezza e provvisoriamente riaperto il 25 maggio 1997, è stato restaurato e riaperto al culto il 18 dicembre 2005. Di grande pregio è l'ottocentesco simulacro ligneo di San Nicola, che si conserva sull'altare maggiore, dietro il quadro che raffigura il Santo.

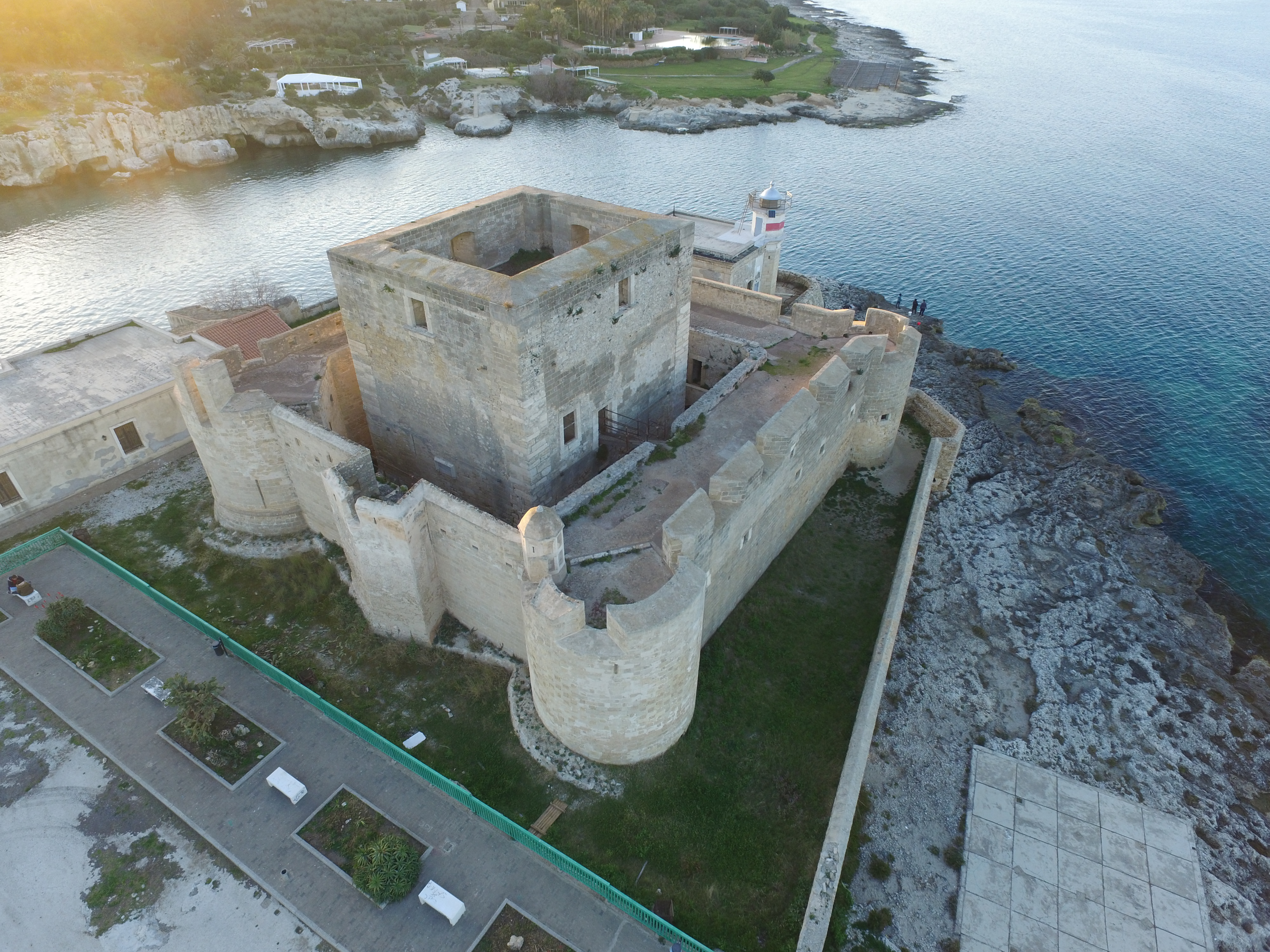
Il castello aragonese

Per quantità di merci esportate, Brucoli, spesso superava anche il porto di Augusta ottenendo così spesso privilegi in servizi e premi in denaro. Le esportazioni riguardavano carichi di frumento, formaggio, tonno, zucchero e altri prodotti cerealicoli.
Oggi il porto-canale, foce del Porcària, è navigabile per un centinaio di metri dalla foce da imbarcazioni di piccola stazza dato che il fondale, nel corso degli anni, è andato alzandosi sempre più. Con opportuni interventi potrebbe essere ripulito e dragato per renderlo più agevole alle imbarcazioni da diporto o da pesca. Addentrandosi di qualche decina di metri all'interno del canale, è ancora oggi possibile vedere il ponticello sul fiume, utilizzato dalle antiche donne del paese come lavatoio. In tempi recenti a Brucoli si è notevolmente sviluppato anche il turismo.
Nel 1911 è stato costruito il Faro di Brucoli, adiacente al castello.

## Tradizioni locali

### Tradizioni e folclore
L'ultima domenica di luglio si svolge la festa del patrono san Nicola. Ad anni alterni si festeggia con una lunga processione di barche sul mare. Al largo, dalla barca che porta il simulacro del Patrono viene gettata in mare una corona di alloro in memoria dei caduti del mare. Il 6 dicembre, giorno della festa liturgica di San Nicola, il patrono si ricorda con la celebrazione di una Messa solenne.
Ogni 5 agosto, da diversi secoli, dalla chiesa parrocchiale ha inizio un pellegrinaggio che, attraversando il fiume e seguendo l'antica strada che porta alla contrada Gisira, giunge al santuario della Madonna dell'Adonai, in cui viene celebrata la messa.